# Flula Borg
Flula Borg (Erlangen, 28 marzo 1982) è un attore e doppiatore tedesco noto anche come Flula (a volte stilizzato come f|u|a) o DJ Flula.

## Carriera

### Attore
Nel 2015 recita in Pitch Perfect 2, dove interpreta Pieter, il leader del gruppo a cappella tedesco Das Sound Machine (noto come DSM). Ciò ha portato ad apparizioni in talk show come Last Call with Carson Daly , così come la prima di molte apparizioni nel game show di Comedy Central @midnight. Nel 2016 scrive e produce insieme a David Giuntoli e al regista Alex Simmons il lungometraggio Buddymoon, nel quale Borg e Giuntoli interpretano anche i protagonisti. La pellicola ha vinto il Premio del pubblico per il miglior lungometraggio narrativo allo Slamdance Film Festival ed è stato acquisito da Gravitas Ventures e Orion Pictures per l'uscita nelle sale. Nel 2021 interpreta Javelin in The Suicide Squad - Missione suicida, film facente parte del DC Extended Universe. Nel 2022 riprende il ruolo di Pieter in Pitch Perfect: Bumper in Berlin, serie televisiva spin-off di Pitch Perfect in onda su Peacock TV.

### Musicista
Dai suoi inizi come ballerino di Schuhplattler in Baviera e attraverso molti anni di esibizioni dal vivo e contenuti di YouTube, Borg è sempre stato profondamente coinvolto nella musica. Dopo aver vinto lo Scion Hypeman Contest alla fine del 2008 come unico partecipante non americano, ha iniziato a pubblicare più della sua musica. Il suo singolo del 2011 "Sweet Potato Casserole" è stato elencato al numero 3 della classifica Next Big Sound di Billboard. Nello stesso anno, il suo singolo "Dirk Nowitzki, German Moses" coincise con la corsa del campionato NBA dei Dallas Mavericks e fu ripreso da ESPN .e altri punti vendita tradizionali. Nel 2014 ha composto la sigla per il podcast di Grace Helbig, Not Too Deep, e l'anno successivo è stato scelto per creare la sigla per The Grace Helbig Show su E!. Sempre nel 2015, Borg ha pubblicato un EP di cinque tracce intitolato I Want to Touch You I video di tutte le tracce sono stati pubblicati sul suo canale YouTube. All'inizio del 2016, ha pubblicato un album completo chiamato Animalbum , così chiamato perché tutte le canzoni dell'album sono legate agli animali, sia reali che mitologici. È stato prodotto dal comico e produttore di The Bachelor, Elan Gale. Nel 2019 ha pubblicato un singolo intitolato "Self Care Sunday", con il gruppo musicale comico americano Ninja Sex Party, su Spotify.

## Filmografia

### Cinema
- Pitch Perfect 2, regia di Elizabeth Banks (2015)
- Little Paradise, regia di Natan Moss (2015)
- Alvin Superstar - Nessuno ci può fermare (Alvin and the Chipmunks: The Road Chip), regia di Walt Becker (2015)
- Buddymoon, regia di Alex Simmons (2016)
- She's Allergic to Cats, regia di Michael Reich (2016)
- Dirty 30, regia di Andrew Bush (2016)
- It Happened in L.A., regia di Michelle Morgan (2017)
- Killing Hasselhoff, regia di Darren Grant (2017)
- She's in Portland, regia di Marc Carlini (2020)
- Bad Therapy, regia di William Teitler (2020)
- The Suicide Squad - Missione suicida, regia di James Gunn (2021)
- Bromates, regia di Court Crandall (2022)
- My Spy - La città eterna (My Spy: The Eternal City), regia di Peter Segal (2024)

### Televisione
- Ladies of Rap – serie TV, episodio 2x07 (2014)
- My Loneliness Is a German Beatboxer – serie TV (2015)
- Cuckoo, regia di Peter Farrelly – film TV (2015)
- Younger – serie TV, 2 episodi (2016)
- The Hindenburg Explodes!, regia di Danny Jelinek – film TV (2016)
- Millennials: The Musical – serie TV, 2 episodi (2016)
- Drive Share – serie TV, episodio 1x07 (2017)
- Workaholics – serie TV, episodio 7x08 (2017)
- Silicon Valley – serie TV, episodio 4x09 (2017)
- Curb Your Enthusiasm – serie TV, episodio 9x10 (2017)
- The Mick – serie TV, episodio 2x11 (2018)
- Counterpart – serie TV, 4 episodi (2018)
- The Good Place – serie TV, episodio 3x05 (2018)
- Brews Brothers – serie TV, 4 episodi (2020)
- Mr. Mayor – serie TV, episodio 1x03 (2021)
- Tacoma FD – serie TV, episodio 3x07 (2021)
- The Rookie – serie TV, 3 episodi (2022)
- Pitch Perfect: Bumper in Berlin – serie TV, 6 episodi (2022)
- Guardiani della Galassia Holiday Special (The Guardians of the Galaxy Holiday Special), regia di James Gunn, TV special (2022)

### Programmi televisivi
- Allen, Texas History: According to Flula, 5 episodi (2013-2016)
- You Didn't Want to Know, episodio 1x33 (2018)
- Adam il rompiscatole, episodio 2x26 (2018)
- CelebriD&D, episodio 1x05 (2020)

### Video musicali
- Flula feat. Ninja Sex Party: Self Care Sunday (2019)

### Doppiaggio
- Smosh Babies – serie TV, 2 episodi (2015-2016) - The Flula
- Dr. Havoc's Diary – serie TV (2016) - Greg il trafficante d'armi
- Mr. Peabody & Sherman Show – serie TV, episodio 4x11 (2017) - Joe Troplong
- Pickle and Peanut – serie TV, episodio 2x15 (2017) - Trent
- Ferdinand, regia di Carlos Saldanha (2017) - Hans
- Zanna Bianca (Croc-Blanc), regia di Alexandre Espigares (2018)
- Ralph spacca Internet (Ralph Breaks the Internet), regia di Rich Moore e Phil Johnston (2018) - Maybe
- Rapunzel - La serie – serie TV, 4 episodi (2018-2020) - Alfons
- Archer – serie TV, 2 episodi (2018-2020) - Gerswan Ramschluss / Ziegler
- Baby Boss - Di nuovo in affari – serie TV, 25 episodi (2018-2020) - Mega Fat CEO Baby / Mega Fat Regular Baby / Officer Doug
- Pinky Malinky – serie TV, episodio 1x08 (2019) - Byonk
- Trolls World Tour, regia di Walt Dohrn e David P. Smith (2020) - Dickory
- Anfibia – serie TV, episodio 2x08 (2020) - Professor Herringbone / Fencer
- DuckTales – serie TV, episodio 3x14 (2020) - Spice Baron
- Ron - Un amico fuori programma (Ron's Gone Wrong), regia di Jean-Philippe Vine e Sarah Smith (2021)
- Poorly Drawn Lines – serie TV, episodio 1x03 (2021) - Gil
- Cip & Ciop agenti speciali (Chip 'n Dale: Rescue Rangers), regia di Akiva Schaffer (2022) - DJ Herzogenaurach
- Luck, regia di Akiva Schaffer (2022) - Jeff l'unicorno
- Teen Titans Go! – serie TV, 6 episodi (2022) - Robotman / Ludwig / Euro B-Boy